# Trampoline (appareil)
Pour les articles homonymes, voir trampoline.

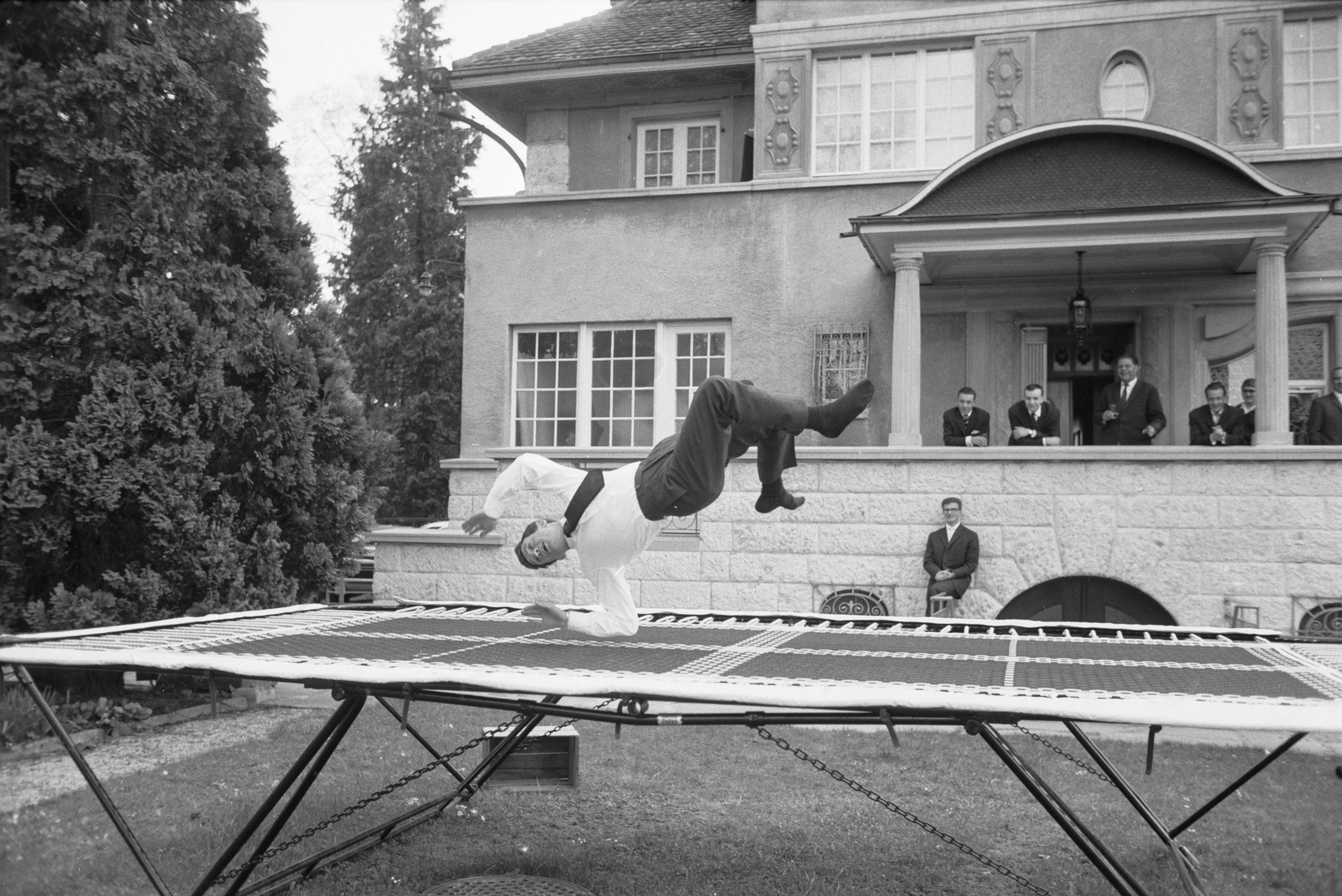
Jean-Paul Belmondo s’amusant sur un trampoline dans le jardin de la Villa Scotoni à Zurich, lors de la projection de gala du film Cartouche.

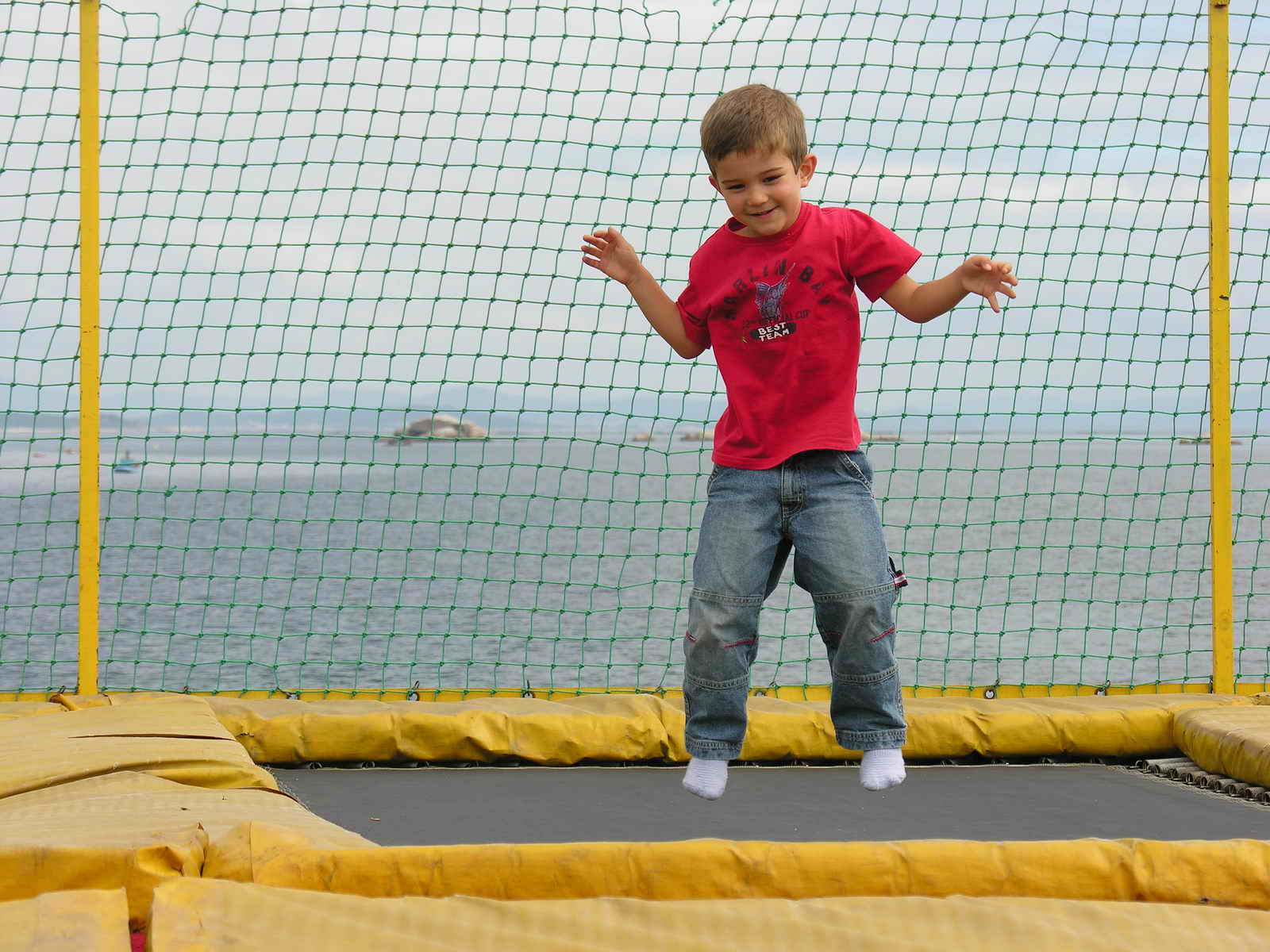
Enfant sur un trampoline

Le ou la trampoline est un agrès constitué d'une toile horizontale élastique fixée à un cadre par des ressorts ou des élastiques, sur laquelle les sauts et figures acrobatiques sont facilités et amplifiés par le rebondissement dû à l'élasticité du support. Le mot peut être utilisé au masculin mais est également au féminin, notamment au Canada francophone.
Conjuguant l'aspect acrobatique à l’adrénaline des sensations verticales, il peut être considéré à la fois comme sport et attraction.
Le trampoline peut comporter un portique auquel est relié le bassin du pratiquant par un faisceau de cordes très élastiques, ce qui accentue nettement le rebond et l'ampleur de certaines figures, en toute sécurité. Un tel appareil est nommé bungy trampoline dans le langage courant.

## Histoire du trampoline
Le trampoline a été inventé en 1930 par George Nissen alors âgé de 16 ans. Gymnaste, ce dernier a construit dans le garage de ses parents, le premier modèle basé sur un cadre en bois avec une toile accrochée au centre.

## Types de trampoline

### Trampoline de jardin

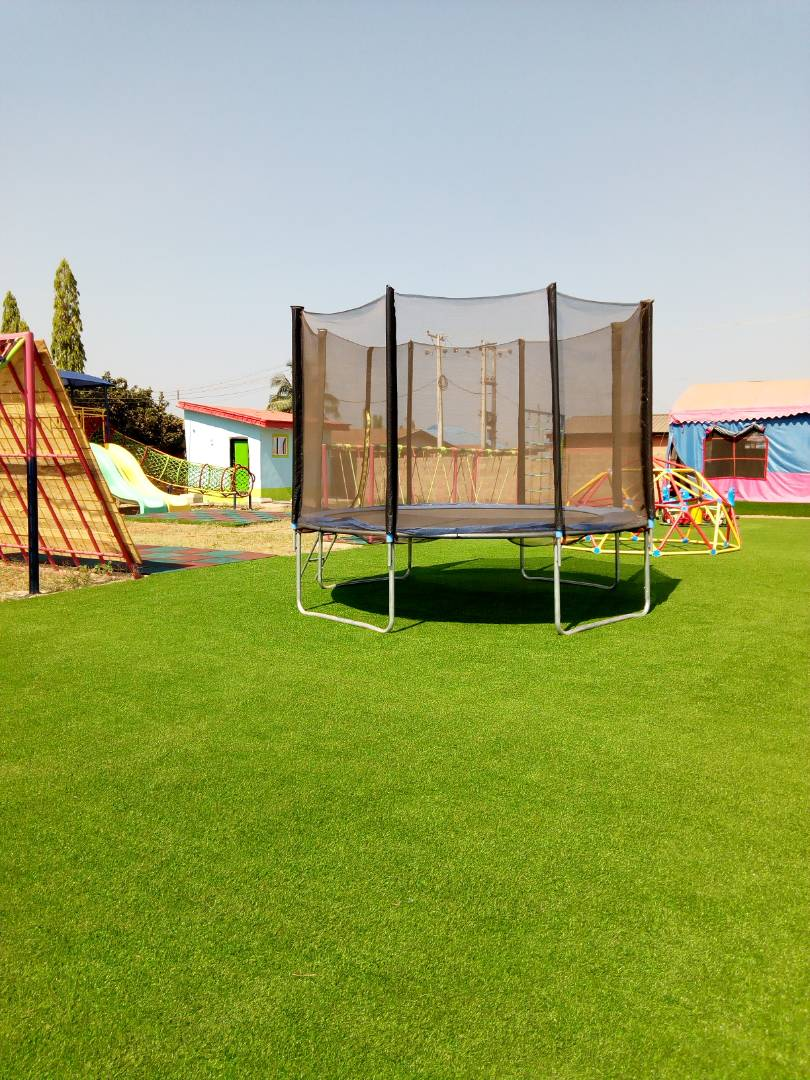
Trampoline au Nigeria.

Le trampoline de jardin est le plus souvent rond et a un diamètre extérieur de 8, 10, 12 ou 14 pieds américains. Exprimé en système métrique, les diamètres sont donc respectivement 244, 305, 366 et 427 cm. Pour simplifier, les fabricants et revendeurs arrondissent ces valeurs et on parle habituellement de trampoline de 2,50 m – 3 m – 3,60 m ou 4,30 m.
Les trampolines de forme octogonale ou rectangulaire sont moins répandus.
Le coussin de protection est un ensemble constitué de mousse et recouvert par une bâche plastique. Le coussin recouvre entièrement le cadre, les crochets et les ressorts (comme le prévoit les normes EN13219 et EN913). Il sert de protection pour le sauteur en cas de chute sur le bord du trampoline.
Les différents accessoires qui équipent un trampoline de jardin sont le filet de sécurité, la jupe de sécurité, la bâche de protection, l'échelle et le kit de fixation au sol.

#### Prévention des accidents de trampoline
- Eviter le trampoline avant 3 ans car le développement physique est encore en cours pour cette tranche d'âge et le risque de blessure est considérablement plus élevé[5].

### Trampolines en batterie
Le trampoline en batterie, ou batterie de trampoline, est une structure comprenant plusieurs tapis de saut rectangulaires côte à côte. Les modèles les plus courants sont des batteries de 4, 6 ou 8 trampolines.  
Il est possible si autorisation, de sauter en alternance de l'un à l'autre, ainsi que d'effectuer des figures acrobatiques et des saltos, se rapprochant du trampoline de compétition. Ces structures sont mises à disposition du public par les campings, parcs d'attractions, parcs de loisirs et aventure, fêtes foraines ou autres établissements publics. Elles sont accessibles aux enfants comme aux adultes.

### Bungy trampoline
Un bungy trampoline est constitué dans sa partie basse d'un ou plusieurs trampolines (souvent 4) et dans sa partie haute de longs élastiques. Le sauteur est relié à deux élastiques latéraux similaires en moins haut à ceux du benji-éject, grâce à un harnais de sécurité, l'aidant à s'élancer pour évoluer en sécurité et réussir à effectuer des sauts acrobatiques jusqu'à 10 mètres de hauteur.
Le bungy trampoline est de même situé dans les parcs de loisirs ou en tant qu'attraction foraine. Il est principalement réservé aux enfants, sauf si le poids maximal accepté par les élastiques est supérieur à 70 kg.

### Mini-trampoline
Le mini trampoline est un trampoline carré qui se pratique en gymnastique artistique. L'utilisation est simple, le trampoline est placé devant des tapis et les gymnastes courent pendant 10 à 20 mètres pour prendre de l'élan et ensuite, ils doivent effectuer la meilleure figure. Pendant la compétition le gymnaste doit effectuer environ 5 sauts imposés et 2 sauts libres.
Sont également appelés mini-trampolines des trampolines d'un diamètre d'environ un mètre pour une utilisation intérieure. Ils sont généralement composés d'élastiques plutôt que de ressorts, et peuvent parfois être accompagnés d'une barre de stabilisation.

### Open-End Minitramp
L'Open-End-Minitramp est une version modifiée du Mini trampoline. Le cadre de tube plat et ovale avec zone d'entrée et de sortie sans cadre offre une grande performance et est particulièrement adapté aux sauts plus difficiles.

### Double mini-trampoline

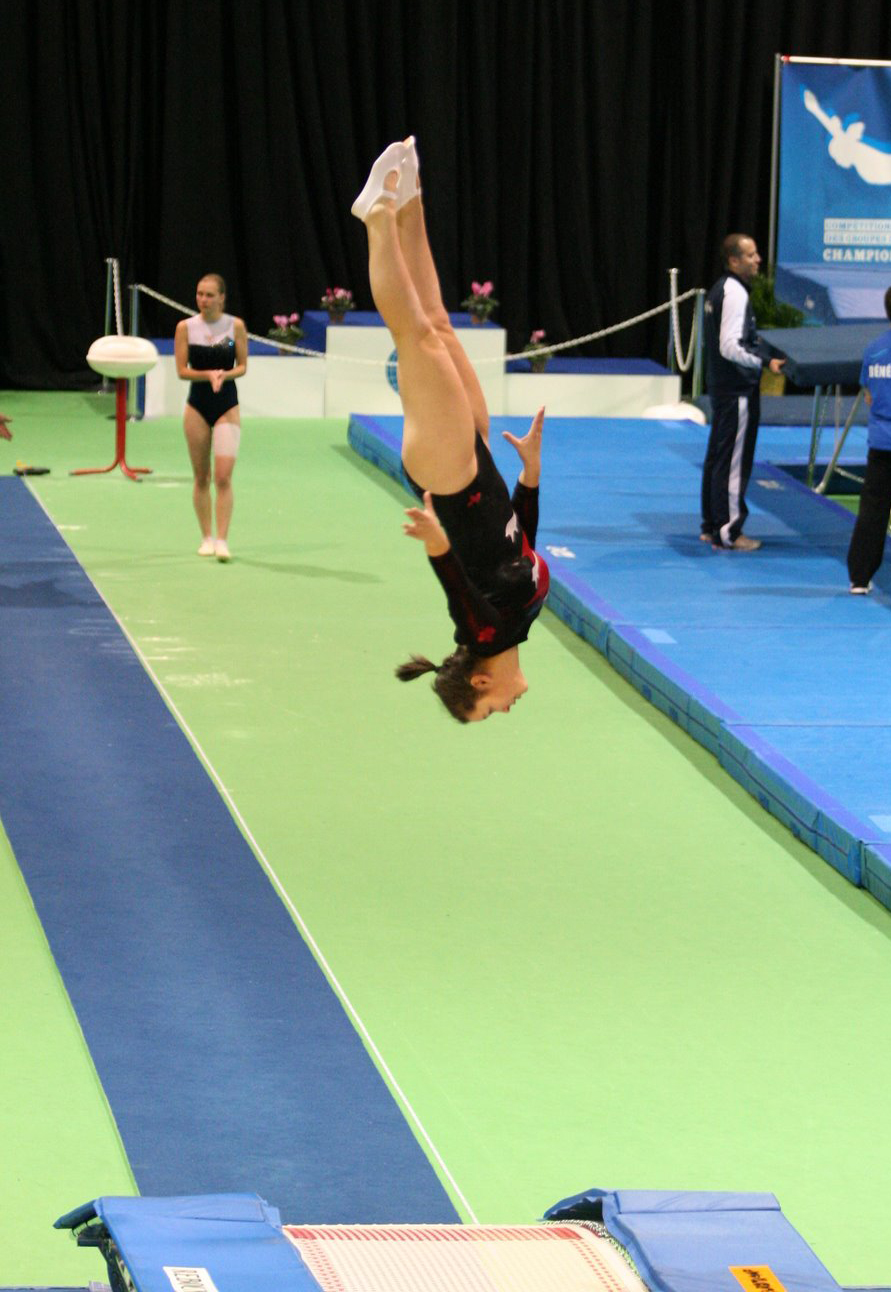
Exécution au double mini-trampoline

Le double mini trampoline est en fait un mini trampoline un peu plus long et possédant une partie un peu surélevée où les gymnastes effectuent 2 sauts à la suite: un sur la partie basse qui forme un angle et le 2e saut sur la partie haute.

### Trampoline de compétition
Le trampoline de compétition est de taille fixe : 115 cm de hauteur, 520 cm de longueur et 305 cm de largeur. Seul l'espace entre les bandes de toile peuvent varier. Ainsi, les toiles qui possèdent des espaces de 4×6 sont plus stables , et celles dont les espaces sont de 4×4 permettront une hauteur plus importante au détriment de la stabilité. Enfin les toiles dites « canadiennes » sont composées de cordes et sont très souple ce qui permet de beaucoup gagner en hauteur. 